# Teeth of Lions Rule the Divine
Teeth of Lions Rule the Divine ist eine englische Drone-Doom-Supergroup. Sie wurde 2000 in Nottingham gegründet. Der Name stammt vom zweiten Lied des Albums Earth 2.

## Geschichte
Im Juni 2000 tourten Sunn O))) und Goatsnake zusammen, dabei lernten sich Stephen O’Malley und Justin Greaves kennen. Zusammen mit Marvin spielten sie einen Gig, später schickten sie Übungsaufnahmen an Greg Anderson und Lee Dorrian. Ende 2000 bzw. Anfang 2001 wurde, ohne Marvin, das bisher einzige Album der Band aufgenommen. Die Mitglieder wollten eine „super-harte Aufnahme“ veröffentlichen. Ein weiteres Album ist laut Stephen O’Malley noch nicht geplant, da die Mitglieder mit ihren anderen Projekten beschäftigt seien.

## Stil
Die Band gibt die Melvins als musikalischen Einfluss an.
Die Musik ist derer Sunn O)))s ähnlich, Greg Anderson beschreibt sie als „Sunn O))) mit Schlagzeug“.

## Diskografie
- 2002: Rampton (Southern Lord / Rise Above Records)